# Westonbirt Arboretum

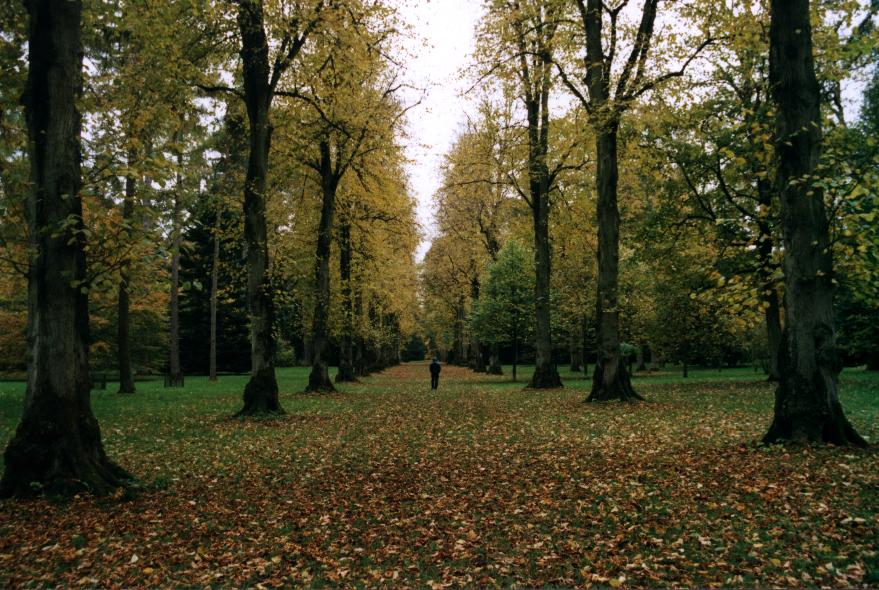
Avenida de árboles en Westonbirt Arboretum.

El Arboreto de Westonbirt (The Westonbirt Arboretum) es un jardín botánico especializado en árboles y arbustos (Arboretum), de (2,4 km²) de extensión, situado cerca de la localidad de Tetbury, en el condado de Gloucester, Inglaterra.

## Localización
El arboreto se puede localizar en el Ordnance Survey referencia en el mapa en la sexta parrilla ST 848898
Se encuentra situado cerca de la localidad de Tetbury, en el condado de Gloucester, Inglaterra.

## Historia
Fue fundado por Robert Holford en 1829, si bien fue su hijo George quien con su intensa dedicación le dio la extensión y configuración actuales. En 1956 la propiedad del arboreto pasó a la Forestry Commission, que es la propietaria actual.

## Colecciones
El arboreto, que está considerado como el más importante y el más conocido de Inglaterra, se extiende sobre 240 hectáreas, 600 acres (2,4 km²). Sus 17 millas (27 km) de senderos señalizados hace el paseo agradable para los visitantes, y proporciona accesibilidad a una gran variedad de plantas raras. 
En su interior se calcula que hay plantados, entre árboles y arbustos, unos 18.000 ejemplares. Es de destacar la importantísima colección de arces (Acer), compuesta por unas 200 especies y variedades diferentes, lo que la convierte en la colección de arces más importante de Europa.